# Anna Paquin

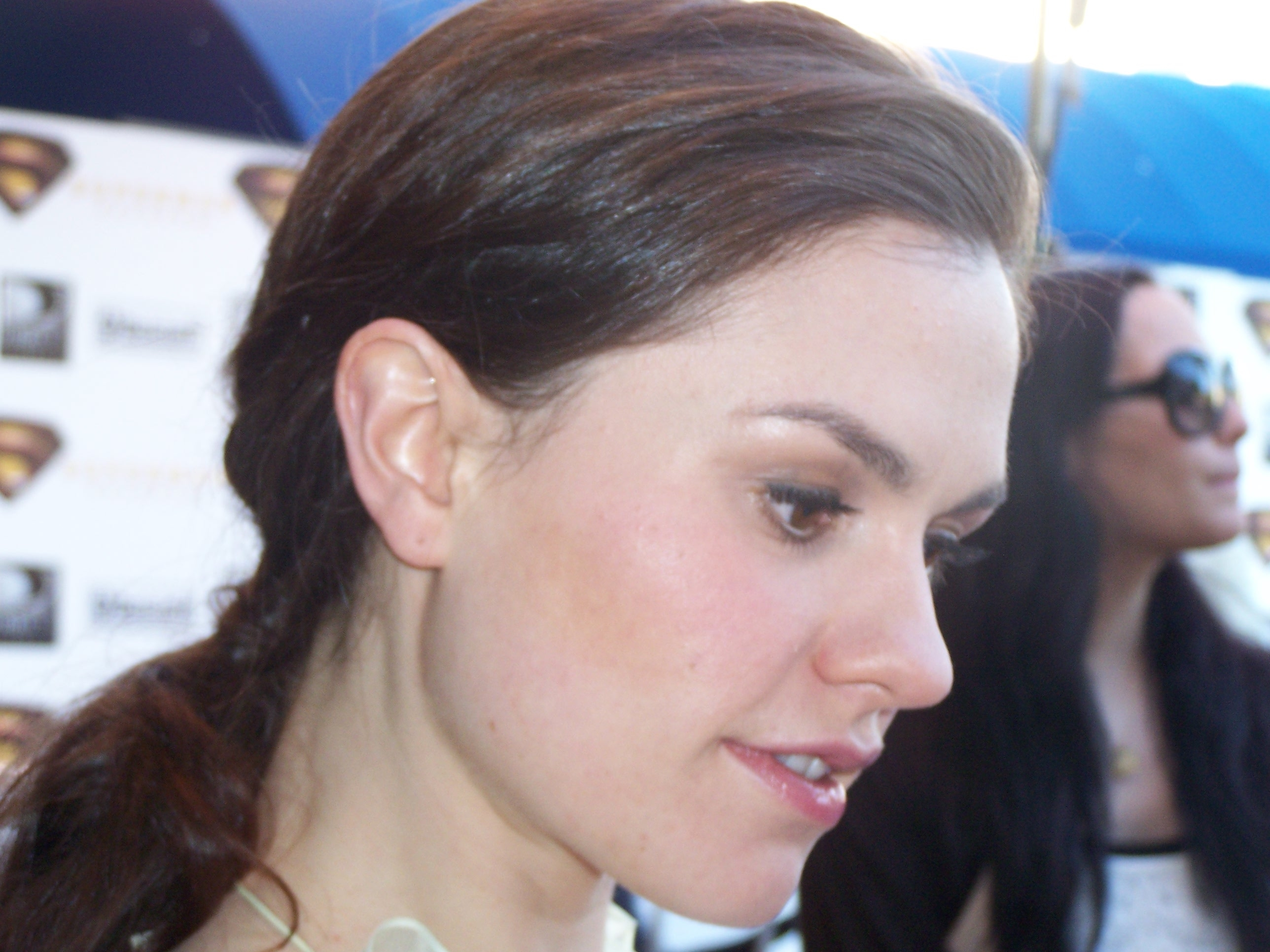
Anna Paquin în 2006

Anna Paquin  (n. 24 iulie 1982, Winnipeg, Manitoba, Canada)  este o actriță canadiano-neozeelandeză de film și teatru. În 1994 a primit Premiul Oscar pentru cea mai bună actriță în rol secundar în filmul dramatic Pianul, la vârsta de unsprezece ani, devenind a doua cea mai tânără câștigătoare din istoria Oscarului. Dar a câștigat faima în primul rând prin filmele X-Men și seria True Blood. Paquin a fost de cinci ori nominalizată la Globul de Aur.

## Biografie
Paquin s-a născut în Winnipeg, Canada. Mama ei este profesoară de engleză, iar tatăl ei este profesor de sport. Are un frate și o soră mai mare pe nume Andrew (n. 1977) și Katya (n. 1980). A petrecut cea mai mare parte a copilăriei în Noua Zeelandă, după ce părinții au divorțat în 1995, s-a mutat la Los Angeles împreună cu mama ei. În copilărie a învățat viola, violoncelul și pianul și a luat lecții de balet. După absolvirea școlii în 2000, a studiat la Universitatea Columbia un an, dar a decis să urmeze o carieră de actorie.
Este căsătorită din anul 2010 cu actorul englez Stephen Moyer.

## Filmografie selectivă
- 1993: Pianul (The Piano), regia Jane Campion
- 1996: Zborul spre casă (Fly Away Home), regia Carroll Ballard
- 1996: Jane Eyre, regia Franco Zeffirelli
- 1997: Amistad, regia Steven Spielberg
- 1997: The Member Of The Wedding (film TV), regia Fielder Cook
- 1998: Hurlyburly, regia Anthony Drazan
- 1999: Rage – Irrsinnige Gewalt (All the Rage), regia James D. Stern
- 1999: O fată minunată (She’s all that), regia James D. Stern
- 1999: O plimbare pe lună (A Walk on the Moon), regia Tony Goldwyn
- 2000: Aproape celebri (Almost Famous), regia Cameron Crowe
- 2000: X-Men, regia Bryan Singer
- 2000: Forrester – Gefunden! (Finding Forrester), regia Gus Van Sant
- 2001: Bișnițari în uniformă (Buffalo Soldiers), regia Gregor Jordan
- 2002: Darkness
- 2002: A 25-a oră (25th Hour), regia Spike Lee
- 2003: X-Men 2 (X2), regia Bryan Singer
- 2005: Câinele și pisica (The Squid and the Whale), regia Noah Baumbach
- 2006: X-Men: Der letzte Widerstand (X-Men: The Last Stand)
- 2007: Blue State – Eine Reise ins Blaue (Blue State)
- 2007: Bury My Heart at Wounded Knee (film TV)
- 2008–2014: True Blood (serial TV, 81 episoade)
- 2009: The Courageous Heart of Irena Sendler (film TV)
- 2010: The Romantics
- 2011: Margaret
- 2012: Free Ride
- 2013: Straight A’s
- 2013: Susanna (serial TV, 6 episoade)
- 2016: Roots (miniserial TV, 4 episoade)
- 2017: Alias Grace (miniserial TV, 6 episoade)
- 2017: Philip K. Dick’s Electric Dreams (serial TV)
- 2017: Bellevue (serial TV, 8 episoade)
- 2018: Furlough
- 2018: Paharul de adio (The Parting Glass), regia Stephen Moyer
- 2018: Der Honiggarten – Das Geheimnis der Bienen (Tell It to the Bees)
- 2019: Flack (miniserial TV, 6 episoade)
- 2019: The Affair (serial TV, 11 episoade)

## Premii și nominalizări
- 1994 – Premiile Oscar
  - Cea mai bună actriță în rol secundar pentru Pianul
- 1994 – Los Angeles Film Critics Association
  - Cea mai bună actriță în rol secundar pentru Pianul
- 2009 – Globul de Aur
  - Cea mai bună actriță de televiziune (dramă) pentru True Blood